# Caryophyllia marmorea
Espèce
Statut CITES
Caryophyllia marmorea est une espèce de coraux appartenant à la famille des Caryophylliidae.